# Combiné nordique aux Jeux olympiques de 2022
Pour des articles plus généraux, voir Combiné nordique aux Jeux olympiques et Jeux olympiques d'hiver de 2022.
Navigation
Pyeongchang 2018 Milan-Cortina 2026
Les épreuves de combiné nordique aux Jeux olympiques d'hiver de 2022 se tiennent du 9 février 2022 au 17 février 2022 au Ruyi des neiges et au centre de ski nordique et de biathlon de Guyangshu.
Le combiné nordique fait partie du programme olympique depuis les premiers Jeux olympiques d’hiver qui ont eu lieu à Chamonix en France en 1924. L’épreuve par équipe a été ajoutée aux Jeux olympiques de 1988 à Calgary. Cette discipline est la seule de ces Jeux olympiques qui est exclusivement masculine.
Lors de la première course sur le tremplin normal, il y a quatre membres du Top 7 mondial qui sont non partant en raison du Covid-19. Vinzenz Geiger domine cette course grâce à une remontée dans le dernier tour de ski de fond. Quelques jours plus tard, Jørgen Graabak, deuxième sur le petit tremplin, remporte la compétition sur le grand tremplin. Enfin, l'équipe de Norvège domine l'épreuve par équipe. Avec ces deux médailles d'or, Jørgen Graabak devient le coureur de combiné nordique le plus titré de l'histoire des Jeux olympiques.

## Organisation

### Sites
Les épreuves se déroulent à Zhangjiakou dans le Hebei à 180 km de Pékin à une altitude d'environ 1 700 m,. Les compétitions à cette altitude sont rares et certains athlètes effectuent des stages de préparation dans des villes autrichiennes, italiennes ou françaises pour s'habituer à ces conditions. La dernière fois que des épreuves olympiques avaient lieu à une telle altitude, c'était lors des Jeux olympiques de 2002 à Soldier Hollow. Les conditions sur place sont attendues comme très froide (près de la limite autorisée de - 20 °C) et sèche.
Pour le saut à ski, les tremplins sont construits entre 2017 et 2020 avec un budget initial de 60 millions de dollars. Le complexe compte deux tremplins : un HS 140 et un HS 106. Les tremplins sont les seuls homologués en Chine et ils servent de centre national pour les sauteurs chinois. Le nom du complexe vient de sa ressemblance avec un sceptre de Ruyi (de). Les athlètes sont impressionnés par les dimensions ainsi que l'architecture du complexe. Les tremplins sont situés dans une zone où soufflent fréquemment des vents violents. L'aire de réception des tremplins sert également de terrain de football l'été.
Sur la piste de ski de fond, il n'y a pas de difficultés majeures et le profil des pistes est relativement plat. En effet, le circuit de 2,5 km compte trois petites montées et autant de descentes. Au total, il y a 88 m de dénivelé positif sur cette boucle. Les compétitions se déroulent sur de la neige artificielle, ce qui complique la glisse des skis. Le fartage des skis s'annonce complexe et déterminant dans les résultats. Les pistes sont éclairées grâce à un système de projecteurs situés sur le long de la piste. La piste de ski de fond est superbe, remarquablement dessinée ; elle est visible depuis la partie supérieure du Ruyi des neiges.
Des tribunes étaient prévues pour les deux sites de compétitions, mais en raison de la pandémie de Covid-19, il n'y a pas de vente de billets au grand public. Seules quelques personnes invitées peuvent assister aux compétitions. Les principales compétitions de test des équipements sportifs ont dû être annulées en raison de la pandémie de Covid-19 et seulement des courses de la coupe continentale de combiné nordique 2022 et de la coupe continentale de saut à ski 2021-2022 (en) ont pu être disputées,.

### Calendrier
| Heure | Horaire local de l'épreuve (UTC +8) Heure de Paris (UTC +1) |  | Entraînement |

| Épreuves ou évènements               | Épreuves ou évènements               | Journées de compétition | Journées de compétition | Journées de compétition | Journées de compétition | Journées de compétition | Journées de compétition | Journées de compétition | Journées de compétition | Journées de compétition | Journées de compétition | Journées de compétition | Journées de compétition | Journées de compétition | Journées de compétition | Journées de compétition | Journées de compétition | Journées de compétition | Journées de compétition |
| Épreuves ou évènements               | Épreuves ou évènements               | V                       | S                       | D                       | L                       | M                       | M                       | J                       | V                       | S                       | D                       | L                       | M                       | M                       | J                       | V                       | S                       | D                       |                         |
| Épreuves ou évènements               | Épreuves ou évènements               | 4                       | 5                       | 6                       | 7                       | 8                       | 9                       | 10                      | 11                      | 12                      | 13                      | 14                      | 15                      | 16                      | 17                      | 18                      | 19                      | 20                      |                         |
| Épreuves ou évènements               | Épreuves ou évènements               | Février 2022            |                         |                         |                         |                         |                         |                         |                         |                         |                         |                         |                         |                         |                         |                         |                         |                         |                         |
| Cérémonies d'ouverture et de clôture | Cérémonies d'ouverture et de clôture | •                       |                         |                         |                         |                         |                         |                         |                         |                         |                         |                         |                         |                         |                         |                         |                         | •                       |                         |
|                                      |                                      |                         |                         |                         |                         |                         |                         |                         |                         |                         |                         |                         |                         |                         |                         |                         |                         |                         |                         |
| Hommes                               |                                      |                         |                         |                         |                         |                         |                         |                         |                         |                         |                         |                         |                         |                         |                         |                         |                         |                         |                         |
| Individuel Tremplin Normal           |                                      |                         |                         |                         |                         | 16:00 09:00             |                         |                         |                         |                         |                         |                         |                         |                         |                         |                         |                         |                         |                         |
| Individuel Grand Tremplin            |                                      |                         |                         |                         |                         |                         |                         |                         |                         |                         |                         | 16:00 09:00             |                         |                         |                         |                         |                         |                         |                         |
| Par équipe Grand Tremplin            |                                      |                         |                         |                         |                         |                         |                         |                         |                         |                         |                         |                         |                         | 16:00 09:00             |                         |                         |                         |                         |                         |
|                                      |                                      |                         |                         |                         |                         |                         |                         |                         |                         |                         |                         |                         |                         |                         |                         |                         |                         |                         |                         |

### Entraînements
Les pistes de ski de fond sont proches du tremplin ; le sommet de celui-ci est même à vue du stade de fond.
Des entraînements sur le tremplin ont lieu pendant les trois jours précédent les deux épreuves individuelles et la veille de l'épreuve par équipes. Les coureurs se rendent ensuite sur les pistes.

## Format des épreuves
Le format des épreuves est inchangé par rapport aux derniers Jeux olympiques d'hiver de Pyeongchang. Il y a donc trois courses exclusivement masculines.

### Individuel au tremplin normal
Les athlètes exécutent premièrement un saut sur le tremplin normal (HS 106) suivi d’une course de ski de fond de 10 km qui consiste à parcourir quatre boucles de 2,5 km. À la suite du saut, des points sont attribués pour la longueur et le style. Le départ de la course de ski de fond s'effectue selon la méthode Gundersen (1 point = 4 secondes), le coureur occupant la première place du classement de saut s’élance en premier, et les autres s’élancent ensuite dans l’ordre fixé. Le premier skieur à franchir la ligne d’arrivée remporte l’épreuve.

### Individuel au grand tremplin
Les athlètes exécutent premièrement un saut sur le grand tremplin (HS 140) suivi d’une course de ski de fond de 10 km selon les mêmes modalités que l'épreuve sur le tremplin normal.

### Par équipe
Chaque équipe comprend quatre coureurs qui effectuent individuellement un saut sur le grand tremplin. On additionne ensuite les résultats de chaque membre de l’équipe. L’équipe qui obtient le pointage total le plus élevé sera la première équipe à partir dans l'épreuve de ski de fond qui consiste en un relais 4 × 5 km. Comme aux épreuves individuelles, on détermine les temps de départ dans un ordre fixé selon le tableau de Gundersen. L’équipe dont le premier skieur franchit la ligne d’arrivée remporte l’épreuve.

## Avant l'épreuve olympique

### Qualifications des athlètes
Un total de 55 places sont disponibles pour les athlètes participants aux Jeux. Les 50 premières places sont attribuées aux pays selon une liste basée sur le classement de la Coupe du monde puis les classements de la Coupe continentale entre le 1er juillet 2020 et le 16 janvier 2022 (seuls les 5 premiers de chaque pays comptent). Dans l'hypothèse où il y aurait moins de 10 pays ayant moins de quatre qualifiés (condition nécessaire pour disposer d'une quota dans la course de relais), cinq quotas sont prévus pour les pays n'ayant que 3 qualifiés afin qu'ils puissent s'engager dans la course par équipe.
Un maximum de cinq athlètes peut être saisi par un comité national olympique. Les concurrents sont admissibles s'ils sont nés après le 1er janvier 2007 et
s'ils ont marqué des points lors d'une épreuve mondiale ou continentale au cours de la période de qualification (de juillet 2020 au 16 janvier 2022).
Les neuf pays ayant au moins quatre places de qualification ont eu l'occasion de participer à la compétition par équipe. Les pays qui comptent cinq athlètes ne peuvent en sélectionner que quatre lors des courses individuelles.

### Sélections
En décembre 2021, la Norvège annonce ses cinq athlètes retenus pour la compétition. Il s'agit d'Espen Bjørnstad, d'Espen Andersen, de Jørgen Graabak, de Jarl Magnus Riiber et de Jens Lurås Oftebro. Les États-Unis organise à Lake Placid en décembre 2021 une course de présélection. Taylor Fletcher remporte cette course et sa sélection pour les Jeux olympiques. Les autres athlètes sont choisis en fonction de leurs résultats de la saison.
La sélection allemande est annoncée à l'issue des courses de la coupe du monde à Klingenthal. La sélection est composée d'Eric Frenzel, de Vinzenz Geiger, de Terence Weber, de Julian Schmid et de Johannes Rydzek. Manuel Faißt et Fabian Riessle, quadruple médaillé olympique, ne sont par conséquent pas sélectionnés. Pour l'Autriche, Johannes Lamparter et Lukas Greiderer sont les premiers sélectionnés. Martin Fritz et Mario Seidl complètent l'équipe en raison de leurs Top 10 sur des épreuves de coupe du monde. La dernière place se joue entre Lukas Klapfer, médaillé de bronze en 2018, Stefan Rettenegger et Franz-Josef Rehrl qui revient d'une importante blessure à un genou. Ce dernier réalise un podium à Klingenthal ce qui lui assure une place aux Jeux olympiques.
La France obtient un quota supplémentaire et sélectionne cinq athlètes. La Slovénie sélectionne Vid Vrhovnik qui est présent sur le circuit de la coupe du monde depuis 2017 et son meilleur résultat est une 22e place. Voici la liste des engagés : 
| Nation             | Nombre | Athlètes sélectionnés                                                                     |
| ------------------ | ------ | ----------------------------------------------------------------------------------------- |
| Allemagne          | 5      | Eric Frenzel, Vinzenz Geiger, Terence Weber, Julian Schmid et Johannes Rydzek             |
| Autriche           | 5      | Johannes Lamparter, Mario Seidl, Lukas Greiderer, Martin Fritz et Franz-Josef Rehrl       |
| Chine              | 1      | Jiawen Zhao (de)                                                                          |
| Corée du Sud       | 1      | Park Je-un                                                                                |
| Estonie            | 1      | Kristjan Ilves                                                                            |
| États-Unis         | 5      | Taylor Fletcher, Jasper Good, Ben Loomis, Stephen Schumann (it) et Jared Shumate (de)     |
| Finlande           | 5      | Ilkka Herola, Eero Hirvonen, Arttu Mäkiaho, Perttu Reponen (de) et Otto Niittykoski (de)  |
| France             | 5      | Laurent Muhlethaler, Mattéo Baud, Gaël Blondeau (de), Antoine Gérard et Edgar Vallet (de) |
| Italie             | 4      | Alessandro Pittin, Raffaele Buzzi, Samuel Costa et Iacopo Bortolas (de)                   |
| Japon              | 5      | Akito Watabe, Sora Yachi, Hideaki Nagai, Yoshito Watabe et Ryōta Yamamoto                 |
| Kazakhstan         | 1      | Chingiz Rakparov (no)                                                                     |
| Lettonie           | 1      | Markuss Vinogradovs (de)                                                                  |
| Norvège            | 5      | Espen Bjørnstad, Espen Andersen, Jørgen Graabak, Jarl Magnus Riiber et Jens Lurås Oftebro |
| Pologne            | 2      | Szczepan Kupczak et Andrzej Szczechowicz (de)                                             |
| République tchèque | 4      | Lukáš Daněk, Jan Vytrval, Tomáš Portyk et Ondrej Pazout                                   |
| ROC                | 3      | Viacheslav Barkov, Samir Mastiev (it) et Artëm Galunin (it)                               |
| Slovénie           | 1      | Vid Vrhovnik                                                                              |
| Ukraine            | 1      | Dmytro Mazurchuk (no)                                                                     |
| Total              | 55     |                                                                                           |

### Favoris
Jarl Magnus Riiber, Johannes Lamparter ou encore Vinzenz Geiger comme les principaux favoris. Jarl Magnus Riiber domine la coupe du monde depuis deux ans et demi et il est champion du monde en 2019 et 2021. Sur les 45 dernières courses de coupe du monde auquel il a participé, il n’a terminé que quatre fois au-delà de la deuxième place, dont deux fois lors du dernier week-end de Coupe du monde avant les Jeux olympiques. Sa préparation n'a pas été idéale avec une réaction allergique au vaccin contre le Covid, une blessure à l'épaule ainsi qu'une blessure au dos. Malgré tout, La Presse pense que le Norvégien peut égaler Samppa Lajunen qui est le seul à avoir remporté trois titres olympiques lors de la même olympiade lors des Jeux olympiques de Salt Lake City 2002.
Johannes Lamparter est un Autrichien de 20 ans qui dispute ses premiers Jeux olympiques. En 2021, il a remporté un titre de champions du monde chez les juniors et un titre chez les seniors. Il est le leader de la coupe du monde et il reste sur trois podiums lors des Trois jours du combiné nordique. Sur ce week-end de compétition, l'Autrichien a été très performant en ski de fond et un peu moins en saut à ski. Enfin, Vinzenz Geiger est troisième lors du classement de la coupe du monde et il reste sur une victoire lors des trois jours du combiné. Il est celui qui s'impose le plus souvent quand Jarl Magnus Riiber ne gagne pas.
Ilkka Herola, Akito Watabe ou encore Eric Frenzel sont annoncés comme des outsiders. Akito Watabe qui est le porte-drapeau du Japon participe à ses cinquièmes Jeux olympiques et il vise une troisième médaille.
L'entraîneur des Allemands, Hermann Weinbuch, vise au moins une médaille dans chaque course.

### Épidémie de coronavirus
À son arrivée en Chine, l'Estonien Kristjan Ilves est testé positif au Covid-19. Ce dernier qui s'entraîne et voyage avec les Norvégiens réalise sa meilleure saison avec deux podiums en coupe du monde. Les Norvégiens, Jarl Magnus Riiber, Espen Andersen, Jørgen Graabak ainsi qu’Espen Bjørnstad qui étaient assis à proximité de l'Estonien dans l'avion sont considérés comme cas contact.
Le lendemain, Jarl-Magnus Riiber est testé positif. Il est forfait pour la première épreuve individuelle et Simen Tiller, un des réservistes de l'équipe norvégienne, est envoyé en Chine. Le 4 février, ce sont les Allemands Eric Frenzel et Terence Weber qui sont testés positifs. Ainsi, quatre membres du top 7 mondial sont non partants pour la première course olympique.
L'Italien, Samuel Costa est testé positif avant son départ et il ne peut pas prendre part à l'épreuve sur le petit tremplin. Finalement il peut se rendre en Chine pour les deux dernières courses.
Finalement Kristjan Ilves, Jarl Magnus Riiber et Samuel Costa peuvent participer à la course sur le grand tremplin. Eric Frenzel prend quant à lui part à l'épreuve par équipe. Terence Weber est remplacé par Manuel Faisst pour l'épreuve sur le grand tremplin ainsi que pour l'épreuve par équipes.

## Récit des épreuves

### Individuel au tremplin normal
| # | Athlète            | Tps          |
| - | ------------------ | ------------ |
| 1 | Vinzenz Geiger     | 25 min 7 s 7 |
| 2 | Jørgen Graabak     | +0 s 8       |
| 3 | Lukas Greiderer    | +6 s 6       |
| 4 | Johannes Lamparter | +9 s 0       |
| 5 | Johannes Rydzek    | +21 s 8      |

Cinq athlètes sont absents en raison de tests positifs au Covid-19. Il s'agit des Allemands Eric Frenzel, quadruple vainqueur de la coupe du monde, et Terence Weber, l'Estonien Kristjan Ilves et le favori Norvégien Jarl Magnus Riiber. L'Italien, Samuel Costa est testé positif avant son départ et il n'est pas encore en Chine au moment de la course,. Ainsi, il y a quatre membres du Top 7 mondial qui sont non partant de la première course olympique.
Lors du concours de saut, Ryota Yamamoto réalise le plus long saut du jour avec 108 m. Ce saut lui permet de disposer d'une avance de 38 s d'avance sur l'Autrichien Lukas Greiderer qui réalise un saut à 103,5 m. Les Allemands Julian Schmid et Johannes Rydzek qui ont sauté à 103 m et 104 m sont respectivement à 40 s et 43 s. Johannes Rydzek, quadruple médaillé olympique et en difficulté quasiment toute la saison, est donc en bonne position pour envisager une médaille. L'Autrichien Johannes Lamparter qui est le favori et le leader du classement de la coupe du monde ne saute qu'à 100 m ce qui le relègue à plus d'une minute. Derrière des skieurs rapides comme Ilkka Herola, Jørgen Graabak ou encore Vinzenz Geiger suivent à quelques secondes derrière l'Autrichien.
Lors de la course de ski de fond, Ryota Yamamoto est rapidement rattrapé par un groupe de trois athlètes composé de Lukas Greiderer, de Julian Schmid et de Johannes Rydzek. Derrière, un groupe de poursuivants se forme avec Ilkka Herola, Jørgen Graabak, Vinzenz Geiger, Johannes Lamparter ou encore Akito Watabe. Dans le deuxième tour, Ryota Yamamoto est définitivement lâché par les trois autres athlètes et le trio de tête dispose d'environ une trentaine de secondes sur le groupe de poursuivants. Dans le troisième tour, l'Allemand Julian Schmid se met en tête du trio et il effectue la majorité du travail. Derrière, le groupe de poursuivants est à environ 18 s à l'entrée du dernier tour. C'est le moment choisi par Johannes Rydzek pour lâcher ses deux compagnons de tête. Il prend rapidement quelques secondes d'avance sur Lukas Greiderer alors que Julian Schmid est totalement lâché. Dans le groupe de poursuivants, Vinzenz Geiger attaque également et il est accompagné par Jørgen Graabak et Johannes Lamparter alors que Ilkka Herola coince,. Dans la dernière montée, Vinzenz Geiger accélère et seul Jørgen Graabak peut le suivre. Les deux athlètes reprennent les hommes de tête et se jouent la victoire au sprint. C'est l'Allemand qui s'impose derrière le Norvégien. Joahnnes Rydzek pris par des crampes est doublé dans la dernière montée par Lukas Greiderer qui parvient à conserver la troisième place devant son compatriote Johannes Lamparter. Joahnnes Rydzek termine cinquième, devant Ilkka Herola, Akito Watabe et Julian Schmid.

### Individuel au grand tremplin
| # | Athlète            | Tps           |
| - | ------------------ | ------------- |
| 1 | Jørgen Graabak     | 27 min 13 s 3 |
| 2 | Jens Lurås Oftebro | +0 s 4        |
| 3 | Akito Watabe       | +0 s 6        |
| 4 | Manuel Faißt       | +3 s 3        |
| 5 | Lukas Greiderer    | +11 s 8       |

Après avoir été confinés, l'Estonien Kristjan Ilves, Samuel Costa et le Norvégien Jarl Magnus Riiber peuvent participer à la course. Chez les Allemands, Eric Frenzel est absent et Terence Weber, toujours à l'isolement, est remplacé par Manuel Faisst.
Le concours de saut voit la domination du revenant Jarl Magnus Riiber. Le Norvégien est en tête grâce à un saut à 142 m. Il disposer de 44 s sur le duo Kristjan Ilves et Ryota Yamamoto. L'Allemand, Manuel Faisst est 4e à 47 s juste devant le Japonais Akito Watabe qui a sauté à 135 m. Il y a donc cinq athlètes à moins d'une minute du leader. Il y a ensuite trois Autrichiens avec Franz-Josef Rehrl à une minute et 12 s, Mario Seidl à une minute et 21 s puis Johannes Lamparter à une minute et 27 s. Plus loin, Vinzenz Geiger et Jørgen Graabak sont à plus de deux minutes ce qui semble les exclure de la lutte pour les médailles.
Lors du premier tour de 2,5 km, Jarl Magnus Riiber part seul en tête. Derrière lui, il y a regroupement et Akito Watabe emmène un groupe composé de Kristjan Ilves, Ryota Yamamoto et Manuel Faisst. Un peu plus loin, les trois athlètes Autrichiens forment un groupe et il devance un autre groupe notamment composé de Vinzenz Geiger et Jørgen Graabak. Alors qu'il est en train de finir son premier tour, Jarl Magnus Riiber se trompe de chemin et il perd les trois quarts de son avance soit une trentaine de secondes. C'est le tournant de la course. Le groupe d'Akito Watabe revient sur le Norvégien après 3,5 km et le Japonais continue de mener le groupe de tête. Ensuite, Kristjan Ilves et Ryota Yamamoto sont lâchés alors que Johannes Lamparter parvient quant à lui à rejoindre la tête de la course. Il y a donc quatre athlètes en tête et un groupe de poursuivants notamment composé de Vinzenz Geiger, Jørgen Graabak, Jens Lurås Oftebro ou encore Lukas Greiderer. Dans le dernier tour, Johannes Lamparter place une accélération et Jarl Magnus Riiber est décroché. Il reste donc trois athlètes devant et les Norvégiens du groupe de poursuivants attaquent. Dans la dernière montée, Jørgen Graabak et Jens Lurås Oftebro parviennent à reprendre puis dépasser le trio qui était alors en tête. Seul Akito Watabe parvient à s'accrocher et la victoire se joue dans un sprint à trois. Jørgen Graabak prend le meilleur sur Jens Lurås Oftebro et Akito Watabe. Manuel Faisst prend la quatrième place devant Johannes Lamparter.

### Par équipes
| # | Nation    | Tps           |
| - | --------- | ------------- |
| 1 | Norvège   | 50 min 45 s 0 |
| 2 | Allemagne | +54 s 9       |
| 3 | Japon     | +55 s 2       |
| 4 | Autriche  | +59 s 6       |
| 5 | France    | +2 min 15 s 0 |

Les favoris sont la Norvège, l'Autriche et l'Allemagne. Les Japonais sont annoncés comme des outsiders.
Lors du concours de saut, l'Autriche domine le concours. Les Autrichiens bénéficient notamment des deux plus longs sauts du jour de Franz-Josef Rehrl à 141 m et de Johannes Lamparter à 140 m. Cependant les écarts sont faibles avec les autres nations. Les Norvégiens sont deuxièmes à 8 s notamment grâce à des bons sauts d'Espen Bjørnstad et d'Espen Andersen,. Les Allemands sont à 11 s grâce à des bons sauts d'Eric Frenzel ou encore de Vinzenz Geiger. Les Japonais sont également dans le coup pour les médailles. En effet, ils sont à 12 s de la tête. Derrière, les écarts sont beaucoup plus important.
Lors de la course de ski de fond, les quatre premières nations se regroupent. Les quatre équipes se marquent sur le premier relais. Lors de la fin du deuxième relais, Johannes Lamparter essaie de distancer les autres nations mais sans succès,. Dans le troisième relais, Jens Lurås Oftebro place une attaque décisive pour la Norvège. Derrière, le Japon et l'Autriche skient ensemble alors qu'Eric Frenzel est lâché,. Le dernier relais est une formalité pour Jørgen Graabak et la Norvège l'emporte largement. Derrière, Vinzenz Geiger permet à l'Allemagne de revenir sur l'Autriche et le Japon. Il y a donc trois nations pour deux places restantes sur le podium. Au sprint, Vinzenz Geiger domine Ryota Yamamoto et Martin Fritz.

## Bilan de la compétition
NBC, diffuseur de la compétition aux États-Unis, considère que les épreuves ont été mémorables notamment en raison des scénarios des courses et l'erreur de parcours de Jarl Magnus Riiber,. Les deux favoris, Jarl Magnus Riiber et Johannes Lamparter, n'ont pas remporté de médailles,. Au contraire, Jørgen Graabak devient le coureur de combiné nordique le plus sacré aux Jeux olympiques. Akito Watabe, porte-drapeau pour ses cinquièmes Jeux olympiques, remporte deux médailles. Il est médaillé sur trois olympiades consécutives et il a permis, avec ses coéquipiers, au Japon de remporter sa première médaille en relais depuis 1994. L'équipe américaine créé une bonne surprise. Ben Loomis et Jared Shumate (it) ont été convaincants et dans l'épreuve par équipe, les Américains sont arrivés sixièmes avec le deuxième temps de ski derrière la Norvège. Les équipes finlandaise et italienne, quant à elles, ont déçu et notamment Ilkka Herola et Alessandro Pittin.
Le combiné nordique est le sport qui enregistre le moins d'audience lors des trois dernières éditions des Jeux olympiques,. Cela menace même, un temps, le maintien du sport au programme olympique. Le combiné nordique est maintenu au programme olympique pour les hommes notamment parce que « les athlètes se préparent depuis de nombreuses années pour cette échéance ». Par contre, les femmes ne sont pas incluses au programme olympique de 2026 en raison d'une manque d'universalité du sport. Le sport pourrait à terme disparaître du programme olympique.
Quelques semaines après les épreuves olympiques, Jørgen Graabak est récompensé de la Médaille Holmenkollen pour ses performances. Taylor Fletcher annonce la fin de sa carrière à la fin de la saison. Lukas Klapfer et Hideaki Nagai prennent également leurs retraites.

## Médailles
| Épreuve                             | Or                                                                       | Or            | Argent                                                            | Argent        | Bronze                                                         | Bronze        |
| ----------------------------------- | ------------------------------------------------------------------------ | ------------- | ----------------------------------------------------------------- | ------------- | -------------------------------------------------------------- | ------------- |
| Tremplin normal résultats détaillés | Vinzenz Geiger (GER)                                                     | 25 min 7 s 7  | Jørgen Graabak (NOR)                                              | 25 min 8 s 5  | Lukas Greiderer (AUT)                                          | 25 min 14 s 3 |
| Grand tremplin résultats détaillés  | Jørgen Graabak (NOR)                                                     | 27 min 13 s 4 | Jens Lurås Oftebro (NOR)                                          | 27 min 13 s 7 | Akito Watabe (JAP)                                             | 27 min 13 s 9 |
| Par équipes résultats détaillés     | Norvège Espen Bjørnstad Espen Andersen Jens Lurås Oftebro Jørgen Graabak | 50 min 45 s 1 | Allemagne Manuel Faisst Julian Schmid Eric Frenzel Vinzenz Geiger | 51 min 40 s 0 | Japon Yoshito Watabe Hideaki Nagai Akito Watabe Ryōta Yamamoto | 51 min 40 s 3 |

## Tableau des médailles
| Rang  | Nation    | Or | Argent | Bronze | Total |
| ----- | --------- | -- | ------ | ------ | ----- |
| 1     | Norvège   | 2  | 2      | 0      | 4     |
| 2     | Allemagne | 1  | 1      | 0      | 2     |
| 3     | Japon     | 0  | 0      | 2      | 2     |
| 4     | Autriche  | 0  | 0      | 1      | 1     |
| Total | Total     | 3  | 3      | 3      | 9     |